# سيديروميلين

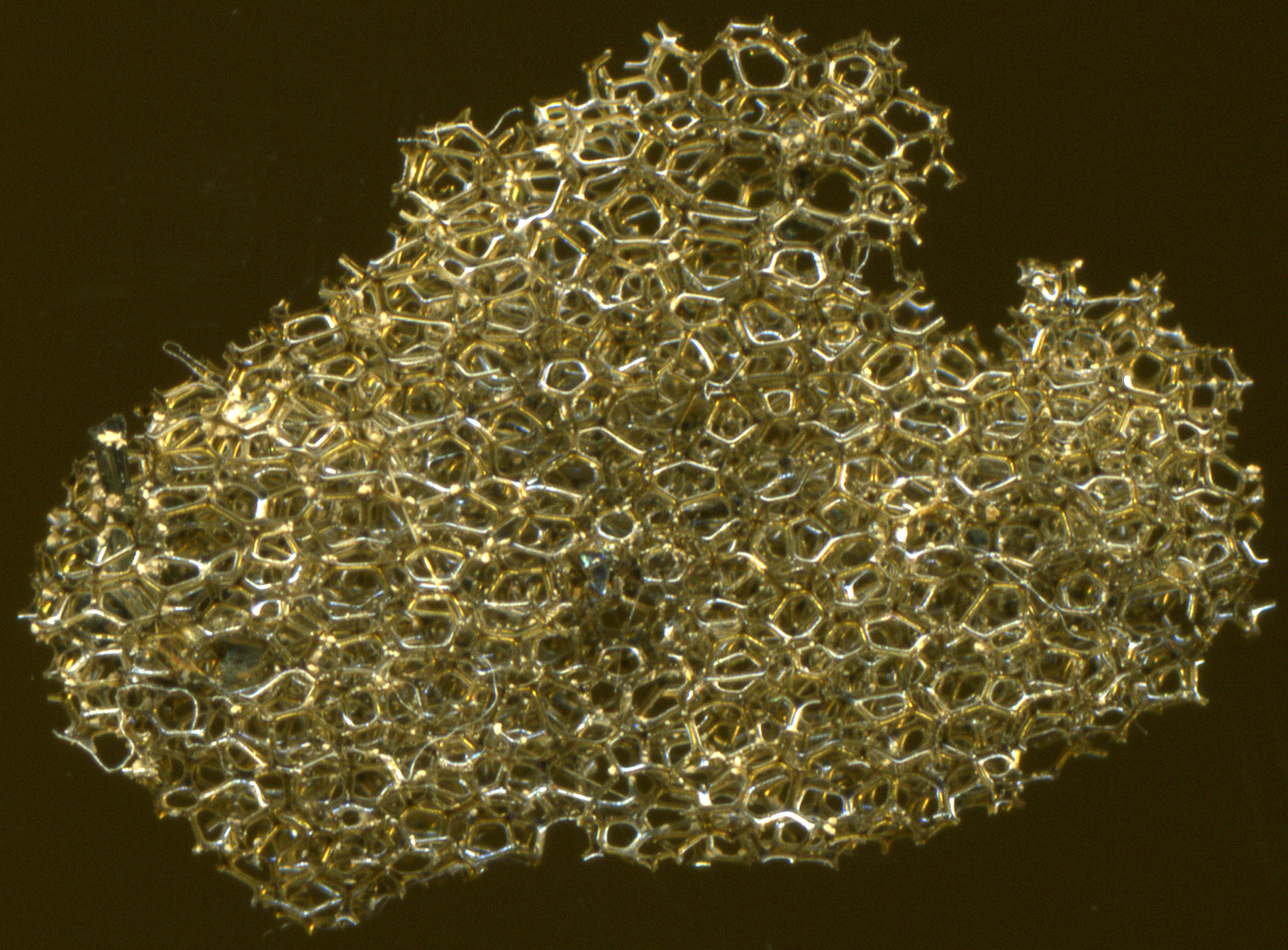

السيديروميلين (بالإنجليزية: Sideromelane)‏، هو زجاج بازلتي يتميز به الطوف البالاجونيتي. وعادةً ما يتكون من خلال الانفجارات البركانية  تحت الجليد.